# Port lotniczy Pago Pago
Port lotniczy Pago Pago – największy port lotniczy Samoa Amerykańskiego, położony na wyspie Tutuila, w miejscowości Tafuna.

## Linie lotnicze i połączenia
- Hawaiian Airlines (Honolulu)
- Inter Island Airways (Apia, Faleolo, Ofu, Tau, Tonga [tylko czartery])
- Polynesian Airlines (Apia)